# (6249) Jennifer
(6249) Jennifer ist ein die Marsbahn streifender Asteroid des Hauptgürtels, der am 7. Mai 1991 von der US-amerikanischen Astronomin Eleanor Helin am Palomar-Observatorium (IAU-Code 675) in Kalifornien entdeckt wurde.
Der Asteroid wurde am 5. Januar 1996 nach der US-amerikanischen Schauspielerin Jennifer Jones (1919–2009) benannt, die für ihre Hauptrolle in Das Lied von Bernadette mit dem Oscar und dem Golden Globe ausgezeichnet wurde.